# Whitetop Mountain
Whitetop Mountain är ett berg i Kanada.   Det ligger i provinsen British Columbia, i den sydvästra delen av landet, 3 600 km väster om huvudstaden Ottawa. Toppen på Whitetop Mountain är 1 528 meter över havet, eller 97 meter över den omgivande terrängen. Bredden vid basen är 1,0 km.
Terrängen runt Whitetop Mountain är huvudsakligen platt, men västerut är den kuperad.Trakten runt Whitetop Mountain är nära nog obefolkad, med mindre än två invånare per kvadratkilometer.. Det finns inga samhällen i närheten.
I omgivningarna runt Whitetop Mountain växer i huvudsak barrskog.